# Lomonossov, 1711-1765. Sa vie, son œuvre
Lomonossov, sa vie, son œuvre est un ouvrage biographique paru en 1967 aux Éditions sociales, publié par la physicienne et militante communiste française, Luce Langevin, consacré à Mikhaïl Vassilievitch Lomonossov, scientifique polymathe russe contemporain du siècle des Lumières, fondateur de l'université de Moscou qui porte son nom.

## Présentation de l'ouvrage
Le livre de Luce Langevin compte 320 pages. Il en existe une recension par Pierre Speziali dans la Revue d'histoire des sciences et de leurs applications en 1970 ainsi qu'une autre recension par Anne-Marie Lazarini dans la revue Dix-Huitième Siècle en 1971.
Selon Pierre Speziali, Lomonossov était poète, écrivain, historien, il a publié une Grammaire pour apprendre à parler et à écrire correctement en russe, mais aussi une Histoire de l'ancienne Russie, traduite en allemand par D'Holbach et en français par Eydoux. Il a également publié des poèmes, des odes, des panégyriques ainsi qu'une volumineuse correspondance avec ses contemporains. Il était néanmoins un scientifique rationaliste et en 1950, ses œuvres complètes sont parues en dix volumes en Union soviétique.
Selon ce critique, le livre de Luce Langevin renseigne sur la vie et l'œuvre de Lomonossov en les situant dans leur contexte historique : il présente notamment l'action et la pensée du scientifique russe dont on ne connaissait que l'œuvre littéraire. Il contient une édition de nombreux extraits des œuvres scientifiques et littéraires de Lomonossov. Les textes scientifiques sont traduits du russe en français et présentés avec notes et commentaires.
Le compte-rendu signale que l'auteure, dans une partie introductive, rédige la biographie de Lomonossov et explique qu'il est tout aussi bien poète, auteur tragique, historien et grammairien. La majeure partie de l'ouvrage est constituée d'extraits d'écrits de Lomonossov, traduits et commentés par Luce Langevin. Outre ses publications littéraires, elle aborde ses productions scientifiques, tombées dans l'oubli. Ainsi, elle mentionne son important travail de géologie, Couches terrestres, présentant la théorie de l'évolution de la terre et des séismes ; elle cite également ses travaux, tels que détaillés dans ses différents ouvrages : 276 Notes sur la physique et la philosophie corpusculaire, les Éléments de chimie mathématique, les Réflexions sur les causes de la chaleur et du froid, les Nouveaux Commentaires, trois livres de physique inspirés par Wolff, la longue lettre du 5 juillet 1748 à Euler, la Naissance et la nature du salpêtre, le Discours sur l'utilité de la chimie, sans oublier des travaux sur l'élasticité de l'air, l'électricité, la théorie de la lumière, l'étude des couleurs, entre autres.
Pierre Speziali note que Luce Langevin nous fait découvrir le rôle de Lomonossov dans la création de l'Université de Moscou ainsi que dans l'organisation de l'Académie. Il souligne que l'ouvrage contient « 31 extraits » des œuvres de Lomonossov « ordonnés chronologiquement et groupés en trois périodes », formant « les trois quarts du livre ». En conséquence, il estime que ce livre est destiné aussi bien à l'historien des sciences qu'à « toute personne qui s'intéresse à l'histoire des idées et au récit de la vie d'un grand savant ».

Pierre Speziali recommande donc l'ouvrage aux lecteurs comme suit : 

« Par un patient et fort méritoire travail de traduction du russe au français, Luce Langevin met à notre disposition des textes d'une indéniable valeur scientifique, en y ajoutant de nombreuses notes et commentaires. Lomonossov retrouve ainsi, pour nous — et ce n'est pas un des moindres mérites du livre —, la place qui lui revient dans l'histoire des sciences. »

  

Il convient de noter qu'une seconde recension de l'ouvrage par Anne-Marie Lazarini dans la revue Dix-huitième siècle corrobore la première analyse et abonde dans la qualité de cette étude : 

« Le grand mérite du livre de Mme Luce Langevin est de permettre une véritable découverte de cet auteur. »

Concluant ainsi : 

« Grâce à ce livre, devrait prendre fin cette « conspiration du silence » entretenue depuis trop longtemps autour d'un grand savant méconnu du dix-huitième siècle. »